# Za peníze si Monty lásku nekoupí
Za peníze si Monty lásku nekoupí (v anglickém originále Monty Can't Buy Me Love) je 21. díl 10. řady (celkem 224.) amerického animovaného seriálu Simpsonovi. Scénář napsal John Swartzwelder a díl režíroval Mark Ervin. V USA měl premiéru dne 2. května 1999 na stanici Fox Broadcasting Company a v Česku byl poprvé vysílán 20. března 2001 na stanici ČT1.

## Děj
Je běžně odpoledne a Marge chce, aby se s ní Homer, Bart, Líza a Maggie šli projít. Všichni souhlasí, když jim pohrozí, že jinak spolu budou muset mluvit. Rodina dorazí do obchodu Fortune Megastore, podniku bohatého Arthura Fortuna (po vzoru britského podnikatele Richarda Bransona). Fortune snadno okouzlí dav a rozdává zákazníkům dolarové bankovky. To uvede neoblíbeného pana Burnse do rozpaků, a tak požádá Homera, aby mu pomohl být všemi milován. 
Jako první činnost nechá Burns Homera házet stříbrné dolary z vrcholu vysoké budovy, což mu místo popularity způsobí jen zranění a vyděsí davy lidí pod ním. Poté vypíše šek a řekne Homerovi, aby ho věnoval springfieldské nemocnici, ale nemocnice se mylně domnívá, že je dárcem Homer. Burns se objeví v rozhlasovém pořadu Jerry Rude and the Bathroom Bunch a Rude se mu vysmívá. Burns se cítí zklamaný a rozhodne se vydat do Skotska, aby s pomocí Homera, profesora Frinka a školníka Willieho chytil legendární lochnesskou příšeru. Po malém pokroku nechá Burns jezero vypustit, aby příšeru odhalil. Poté, co příšeru pokoří jednou rukou – ačkoli to není ukázáno, je zmíněno, že ho příšera spolkla –, ji Burns nechá poslat do Springfieldu, aby ji odhalil, kde se ukáže, že „Nessie“ je přátelská a okouzlí všechny diváky. 
Během odhalování příšery je však Burns oslepen blesky fotoaparátů. Vrazí do fotoaparátu, který se rozbije a začne hořet, a tak dav zpanikaří a uteče. Po této katastrofě následně Homer Burnse povzbudí tím, že být milován znamená, že musí být na lidi každý den milý, ale být nenáviděn znamená, že nemusí dělat nic, s čímž Burns souhlasí. Nakonec Homer a Burns dají Nessie práci v Burnsově kasinu.

## Produkce
Scénář k dílu napsal John Swartzwelder a režíroval jej Mark Ervin. Původně byl vysílán 2. května 1999 na stanici Fox ve Spojených státech. Inspirací pro tuto epizodu byl pojem „thrillionaires“, což je termín, který autoři Simpsonových našli v jednom z čísel časopisu The Economist a který popisuje milionáře, již „dělají opravdu neuvěřitelné kousky“ a „podnikají úžasná dobrodružství“. U třetího dějství epizody měli scenáristé spoustu nápadů, co by měl Burns dělat, až chytí lochnesskou příšeru. Nakonec se štáb shodl pro verzi, jíž vymyslel scenárista George Meyer. Podle showrunnera Ala Jeana měla být barva lochnesské příšery původně zelená, ale když byla dokončena zámořská animace, měla lochnesská příšera „jakousi narůžovělou“ barvu. Protože by bylo příliš nákladné přebarvovat všechny celky, na kterých se příšera objevuje, rozhodl se štáb epizodu odvysílat tak, jak byla vytvořena, i když měla příšera špatnou barvu. Uvnitř Megastoru Fortune je možné vidět štáb Simpsonových, jehož autorem je Ian Maxtone-Graham.
V epizodě vystupuje americký komik a skladatel Michael McKean jako Jerry Rude, parodie na rozhlasovou osobnost Howarda Sterna. Scully prohlásil, že McKean je „velmi vtipný“ a že jeho napodobení Sterna je „na míru přesné“. Štáb Simpsonových se Sterna původně zeptal, jestli chce v epizodě hostovat, ale ten odmítl. Herce a producenta Kevina Costnera ztvárnil stálý člen dabérského obsazení Hank Azaria, který v seriálu mimo jiné namluvil postavu Vočka Szyslaka. Azaria také daboval Arthura Fortuna, postavu založenou na britském obchodním magnátovi Richardu Bransonovi. V komentáři na DVD k epizodě Scully uvedl, že Branson by byl v epizodě „skvělým hostem“. V dílu se také objevuje otec správce Willieho, přestože Willie dříve uvedl, že byl zabit za krádež prasete.

## Kulturní odkazy
Na začátku epizody Simpsonovi sledují televizní pořad s názvem Prodejte minulost, který je parodií na pořad PBS Antiques Roadshow. Arthur Fortune je parodií na Bransona a Fortune Megastore je odkazem na Bransonův mezinárodní řetězec obchodů s deskami Virgin Megastore. Na obálce časopisu Billionaire Beat, který Burns v epizodě čte, jsou vidět obchodní magnáti Bill Gates a Rupert Murdoch. V jedné scéně epizody Burns předpokládá, že Don McNeill a jeho Breakfast Club je v současnosti nejoblíbenějším rozhlasovým pořadem. Don McNeill's Breakfast Club byl skutečný rozhlasový pořad, jenž podle Scullyho Swartzwelder poslouchal. V dílu je také odkaz na Costnerův film Posel budoucnosti. Burnsovo odhalení lochnesské příšery je zmařeno, protože ho četné záblesky fotoaparátu oslepí, což způsobí, že převrhne několik světel a začne hořet. Jedná se o odkaz na film King Kong, ačkoli ve filmu záblesky rozzuří zajatou gorilu Konga, na rozdíl od jeho uchvatitele.

## Přijetí
V původním americkém vysílání 2. května 1999 získal díl podle agentury Nielsen Media Research rating 7,3, což znamená přibližně 7,26 milionu diváků. V týdnu od 26. dubna do 2. května 1999 se epizoda umístila na 43. místě ve sledovanosti. 7. srpna 2007 byl díl vydán jako součást DVD boxu The Simpsons – The Complete Tenth Season. Mike Scully, George Meyer, Ian Maxtone-Graham, Ron Hauge a Matt Selman se podíleli na audiokomentáři epizody na DVD.
Po vydání na DVD se díl dočkal smíšených hodnocení od kritiků. Web Currentfilm.com udělil dílu pozitivní recenzi, podle níž se jedná o „jednu z nejlepších epizod zaměřených na pana Burnse vůbec“ a má „několik klasických Burnsových momentů, zejména když Monty popisuje, co přesně bylo potřeba, aby chytil stvůru“. Colin Jacobson z DVD Movie Guide uvedl, že epizoda sice „příliš nerozvíjí charakter postavy“, ale „zvládá přiměřený počet vtipů“. Dodal, že „zábavná postava Howarda Sterna v podání Michaela McKeana pomáhá udělat z této epizody příjemnou podívanou“. David Plath z DVD Town napsal, že díl má „několik vtipných momentů“. Warren Martyn a Adrian Wood, autoři knihy I Can't Believe It's a Bigger and Better Updated Unofficial Simpsons Guide, o epizodě napsali smíšené hodnocení: „Velmi vtipná, když je vtipná, velmi špatná, když není.“. Uvedli, že nejlepší částí dílu jsou „skotské věci“ a „myšlenka, že se Burns opět skutečně obává o svou veřejnou image, jako tomu bylo v Radosti ze sekty“. Jake McNeill z Digital Entertainment News ohodnotil díl negativně a napsal, že „příběh se příliš dlouho rozjíždí“.